# Linia Hitlera

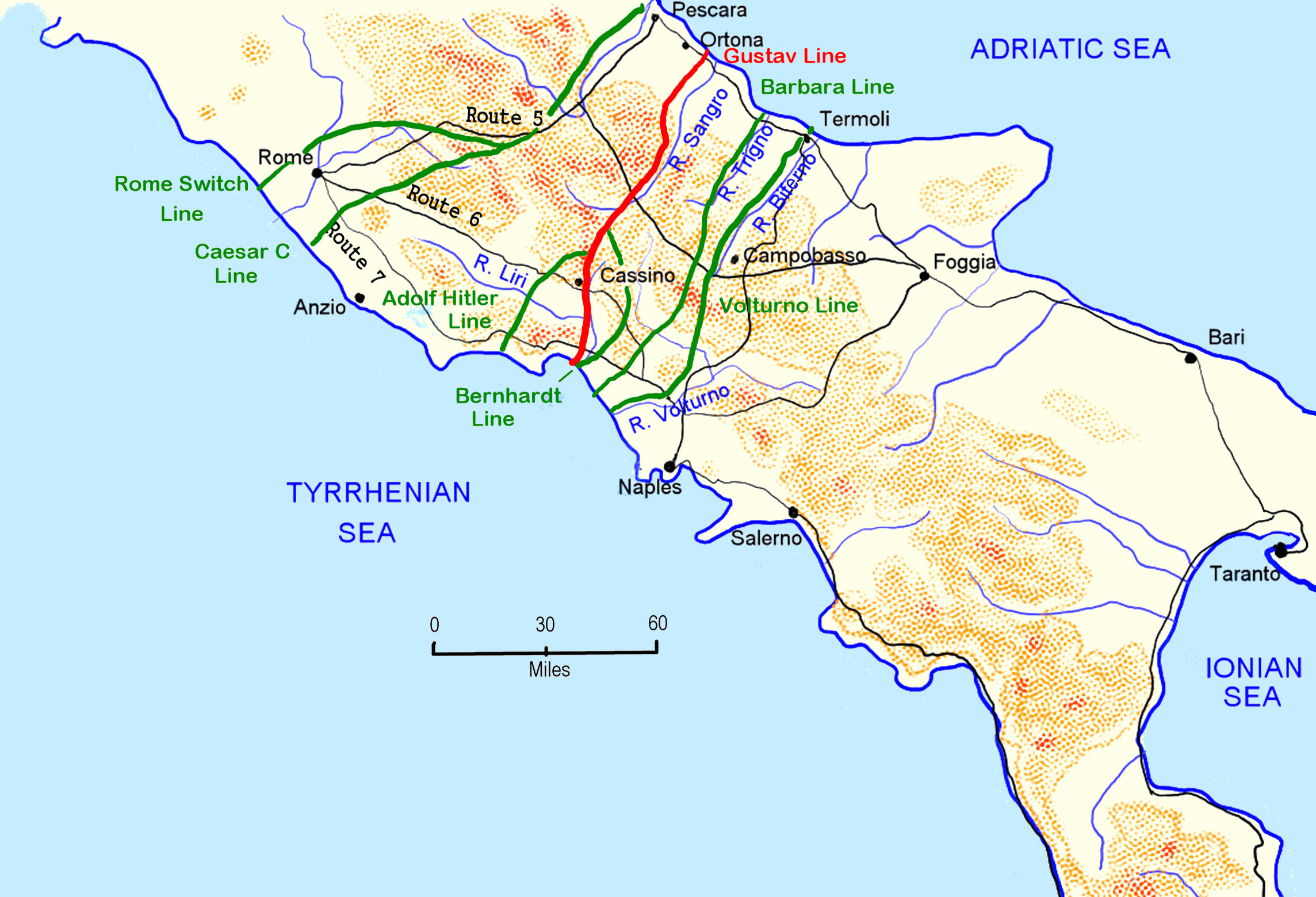
Niemieckie linie obrony we Włoszech

Linia Hitlera, zwana również Linią Sengera (niem. Senger-Riegel) – linia niemieckich umocnień we Włoszech o głębokości 3–5 km, przebiegająca 15–25 km za Linią Gustawa: od Monte Cairo, przez Piedimonte, Pontecorvo, San Olivia, do Terracina.